# Leo Grünhut
Leo Grünhut (* 22. Mai 1863 in Wien; † 5. Januar 1921 in München) war ein deutscher Lebensmittelchemiker österreichischer Herkunft. Er wirkte vor allen Dingen in den Bereichen Mineralquellenanalyse und Lebensmittelanalyse.

## Leben und Werk
Leo Grünhut wurde am 22. Mai 1863 als Sohn eines Kattundruckereibesitzers in Wien geboren. Nach Übersiedlung seiner Eltern nach Leipzig besuchte Leo Grünhut dort die Bürger- und Realschule. Er studierte an der Universität Leipzig unter anderem bei Rudolf Leuckart Naturwissenschaften und schloss dieses Studium 1886 mit der höheren Lehramtsprüfung ab. 1886 promovierte er mit einer kristallographischen Arbeit bei Ferdinand Zirkel. 1892 legte er die Prüfung für Nahrungsmittelchemiker ab.
Von 1887 bis 1895 wirkte Leo Grünhut zunächst als Assistent, dann als Mitinhaber eines chemischen Untersuchungsamtes in Magdeburg. Von 1895 bis 1918 lehrte er (seit 1897 als approbierter Lebensmittelchemiker) am Chemischen Labor Fresenius in Wiesbaden. Seit 1918 übte er dieselbe Funktion an der Deutschen Forschungsanstalt für Lebensmittelchemie in München aus.
Leo Grünhut war am Aufbau der Lebensmittelkontrolle in Deutschland beteiligt. Er veröffentlichte unter anderem Trinkwasser und Tafelwasser (1920).